# Javier Jaramillo
Javier Jaramillo (* Esmeraldas, Ecuador, 27 de febrero de 1988). es un futbolista ecuatoriano que juega de delantero en el Rocafuerte Sporting Club de la Segunda Categoría de Ecuador.

## Rality Show
Javier Jaramillo a los 15 años ganó y participó en un Reality Show transmitido por Canal Uno llamado Camino a la Gloria, participaron 34 jóvenes y 6 fueron los ganadores, quienes tuvieron la oportunidad de probarse en diferentes equipos de Latinoamérica, los otros ganadores fueron: Felipe Caicedo, Edder Vaca, Jhonatan Monar, Eder Moreira y Ángel Pután.

## Clubes
| Club                 | País    | Año        |
| -------------------- | ------- | ---------- |
| Esmeraldas Petrolero | Ecuador | 2003-2006  |
| Brasilia             | Ecuador | 2007- 2008 |
| Aucas                | Ecuador | 2009       |
| Águilas              | Ecuador | 2010-2011  |
| Gualaceo SC          | Ecuador | 2012       |
| Águilas              | Ecuador | 2013-2014  |
| Rocafuerte SC        | Ecuador | 2015       |